# John Shea
John Victor Shea (North Conway (New Hampshire), 14 april 1949) is een Amerikaans acteur. Hij won in 1988 een Emmy Award voor zijn rol als Bill Stern in de televisiefilm Baby M. Hij maakte in 1980 zijn debuut op het witte doek als Emory Cole in Hussy en speelde sindsdien rollen in meer dan twintig films, meer dan veertig inclusief die in televisiefilms.
Behalve in films speelde Shea in meer dan honderd afleveringen van verschillende televisieseries, inclusief gastrollen in onder meer Tales from the Crypt, Sex and the City, Medium en Eleventh Hour. Zijn omvangrijkste rollen daarin zijn allebei in series gebaseerd op een strip/comic-titel. Shea speelde namelijk van 1993 tot en met 1997 (26 afleveringen) Lex Luthor in Lois & Clark: The New Adventures of Superman, gebaseerd op personages van DC Comics. Vervolgens gaf hij van 2001 tot en met 2004 gestalte aan Adam Kane in vijftig afleveringen van Mutant X, gebaseerd op de gelijknamige comicreeks van DC's grootste concurrent Marvel Comics.
Shea trouwde in 2002 met Melissa MacLeod, zijn tweede echtgenote. Samen met haar kreeg hij twee kinderen. Eerder kreeg hij een kind met Laura Pettibone, met wie hij van 1971 tot en met 2000 getrouwd was.

## Filmografie
*Exclusief 20+ televisiefilms
| - The Trouble with the Truth (2012) - Achchamundu! Achchamundu! (2009) - Framed (2008) - The Insurgents (2006) - A Broken Sole (2006) - Godless. (2005) - Heartbreak Hospital (2002) - The Empath (2002) - Catalina Trust (1999) - The Adventures of Sebastian Cole (1998) - Getting Personal (1998) - Southie (1998) - Nowhere to Go (1998) | - Backstreet Justice (1994) - Honey, I Blew Up the Kid (1992) - Freejack (1992) - Stealing Home (1988) - A New Life (1988) - Gandahar (1988, stem Engelstalige versie) - Ha-Holmim (1987, alias Unsettled Land) - Angel River (1986) - Lune de miel (1985, alias Honeymoon)) - Windy City (1984) - Missing (1982) - Hussy (1980) |

## Televisieseries
*Exclusief eenmalige gastrollen
- Gossip Girl - Harold Waldorf (2007-2009, vijf afleveringen)
- Mutant X - Adam Kane (2001-2004, vijftig afleveringen)
- Lois & Clark: The New Adventures of Superman - Lex Luthor (1993-1997, 26 afleveringen)
- WIOU - Hank Zaret (1990-1991, veertien afleveringen)

- Biblioteca Nacional de España: XX1547717
- Bibliothèque nationale de France: cb14226730s (data)
- Gemeinsame Normdatei: 142727253
- International Standard Name Identifier: 0000 0001 0653 2196
- Library of Congress Control Number: n92101169
- Nationale Bibliotheek van Tsjechië: xx0327687
- Nationale bibliotheek van Australië: 41607610
- Nationale Bibliotheek van Israël: 987007449302405171
- SNAC: w6kr10x5
- Système universitaire de documentation: 067232566
- Trove: 1453666
- Virtual International Authority File: 17434396
- WorldCat: E39PBJj8MmjJqKvJhbpQfVFBT3